# Brachychira punctulata
Brachychira punctulata är en fjärilsart som beskrevs av Sergius G. Kiriakoff 1966. Brachychira punctulata ingår i släktet Brachychira och familjen tandspinnare. Inga underarter finns listade i Catalogue of Life.